# Cropia cedica
Cropia cedica är en fjärilsart som beskrevs av Pieter Cramer 1782. Cropia cedica ingår i släktet Cropia och familjen nattflyn. Inga underarter finns listade i Catalogue of Life.

## Bildgalleri

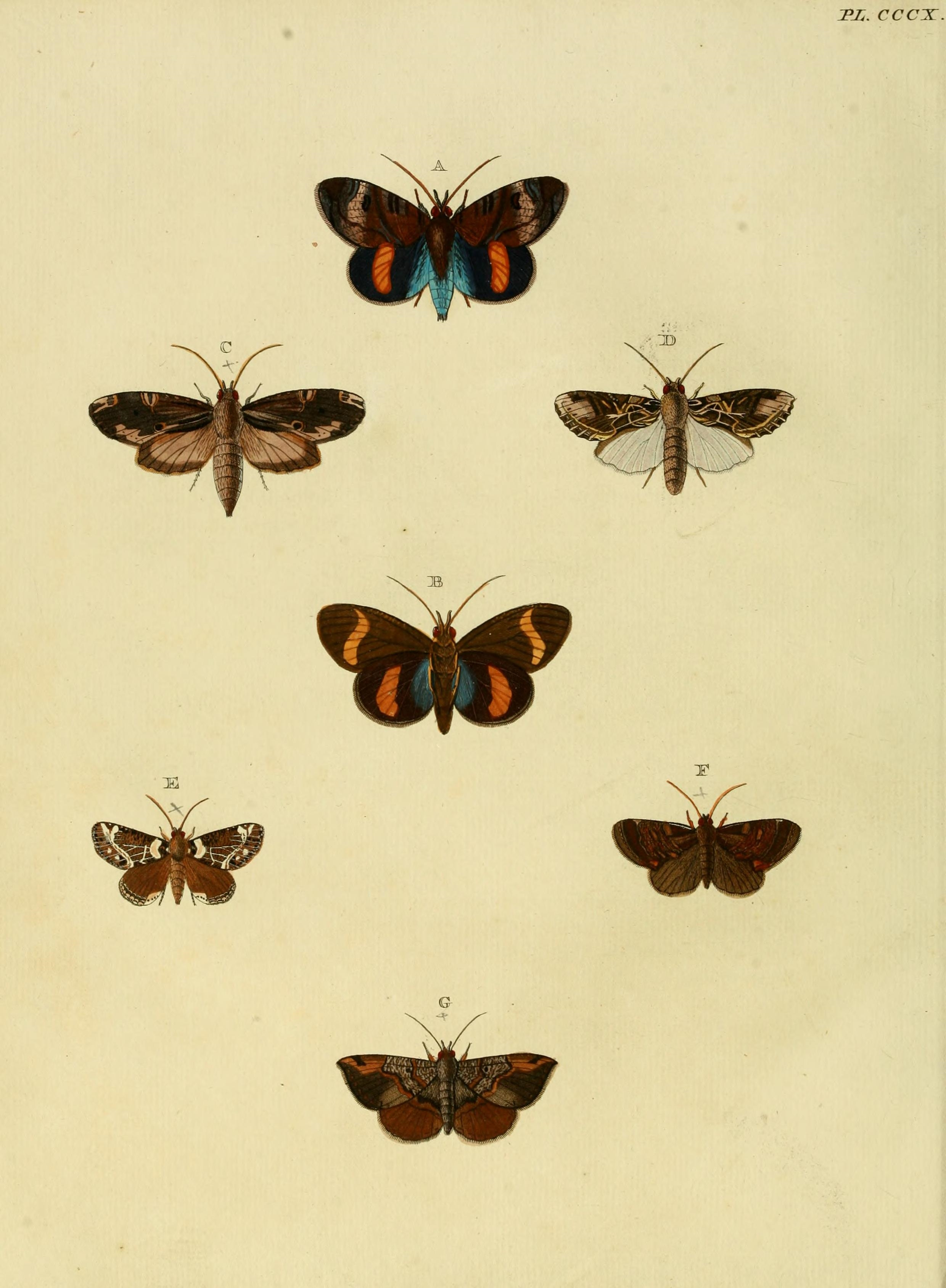